# Jochaj Ben-Nun
Jochaj Ben-Nun (ur. 17 grudnia 1924; zm. 6 czerwca 1994) – izraelski dowódca wojskowy w stopniu generała majora (alluf), oficer dyplomowany Sił Obronnych Izraela, szósty dowódca Izraelskiego Korpusu Morskiego (1960-1966).

## Życiorys

### Młodość
Urodził się w Hajfie w rodzinie żydowskich imigrantów. Jego ojciec Benjamin Fishman pochodził z południowej części Imperium Rosyjskiego. Matka z domu Carol, urodziła się już w Petach Tikwie w Palestynie. Rok po urodzeniu się Jochaja, rodzina przeniosła się do Jerozolimy. Zamieszkali w osiedlu Bet ha-Kerem.
Ukończył szkołę średnią Hebrew University Secondary School w Jerozolimie. Wielkie wrażenie wywarły na nim arabskie rozruchy w latach 1936–1939.

### Kariera wojskowa

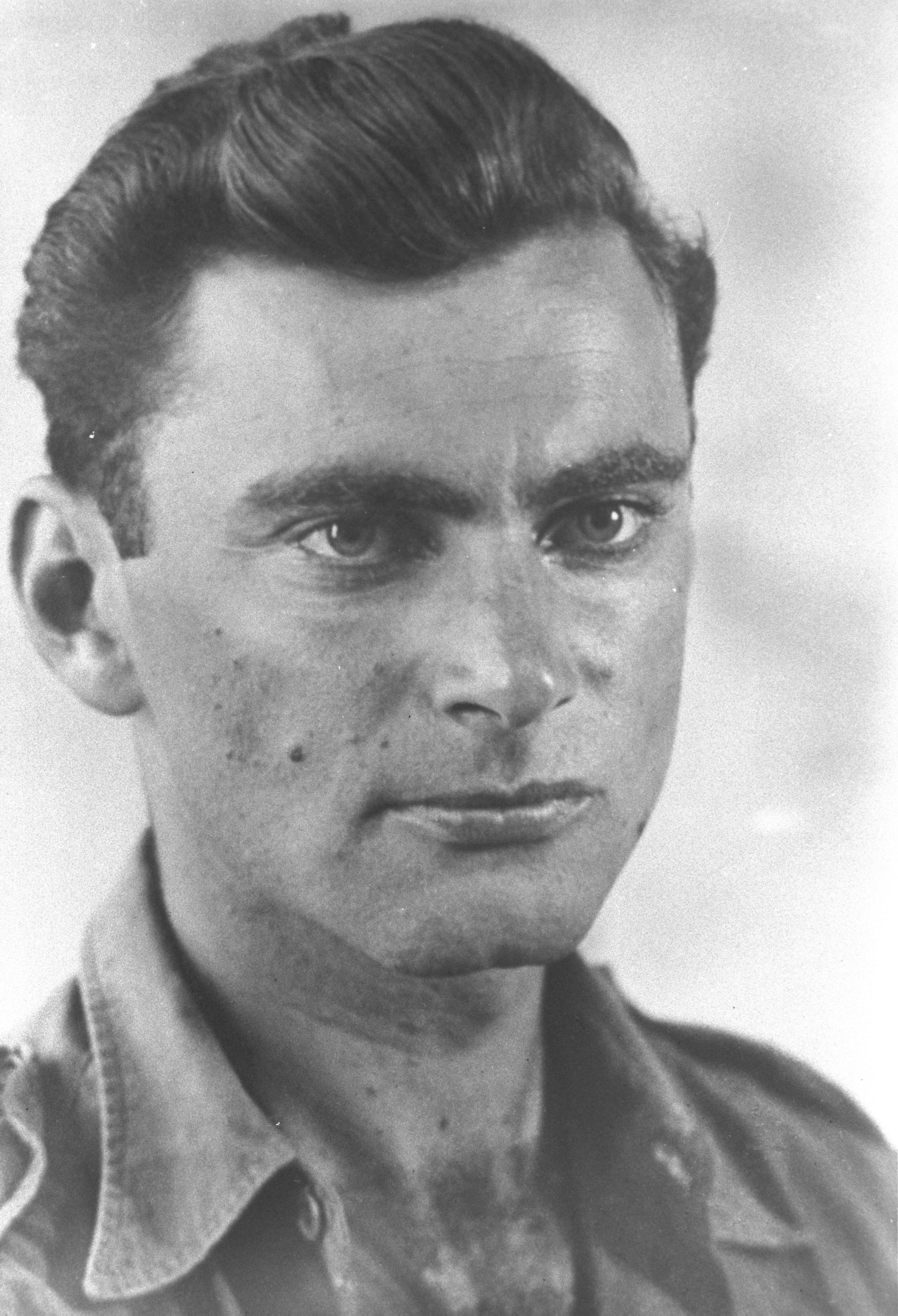
Jochaj Ben-Nun (1949)

W 1940 wstąpił do żydowskiej organizacji paramilitarnej Hagana, wstępując rok później do kompanii szturmowych Palmach. Przeszedł trzy lata różnorodnych szkoleń wojskowych, awansując na dowódcę drużyny. Podczas jednego z kursów doznał zapalenia wyrostka robaczkowego i był hospitalizowany. Pod koniec 1944 został zwolniony z Palmach i rozpoczął studia medyczne na Uniwersytecie Hebrajskim w Jerozolimie.
W 1945 został przekonany do powrotu do Palmach i wszedł w skład kompanii morskiej Palyam. Była to jednostka sił specjalnych przeznaczona do prowadzenia tajnych operacji morskich. Działalność jednostki koncentrowała się na przemycaniu nielegalnych żydowskich imigrantów z Europy do Mandatu Palestyny. Pod koniec 1945 Ben-Nun rozpoczął tworzenie grupy sabotażowej Palyam, która podjęła działania przeciwko brytyjskim władzom mandatowym zwalczającym żydowską imigrację napływającą do Palestyny. W listopadzie 1946 Ben-Nun przeprowadził operację przeciwko brytyjskim okrętom zacumowanym w porcie Hajfa. Jego zespołowi udało się zatopić HMS Imperium Rival, który był jednym ze statków deportacyjnych wywożącym zatrzymanych żydowskich imigrantów do obozów dla internowanych na wyspę Cypr. Gdy 29 listopada 1947 ogłoszona została Rezolucja Zgromadzenia Ogólnego ONZ nr 181 w sprawie podziału Palestyny, jednostka sabotażowa Ben-Nuna zakończyła swoje działania przeciwko Brytyjczykom i została rozwiązana.
Podczas wojny domowej w Mandacie Palestyny doszło w dniu 30 grudnia 1947 do masakry żydowskich robotników pracujących w rafinerii w Hajfie. Ben-Nun współtworzył wówczas siły żydowskiej samoobrony w Hajfie. Wykorzystując swoje doświadczenie morskie, wspierał on przemyt uzbrojenia i amunicji dla Hagany. W kwietniu 1948 został przeniesiony do 4 Batalionu Palmach (Brygada Harel) ochraniającego konwoje do Jerozolimy. 23 kwietnia został ranny w głowę i hospitalizowany w Jerozolimie. Gdy w maju 1948 wybuchła I wojna izraelsko-arabska został przeniesiony do nowo tworzonej marynarki wojennej i otrzymał awans na majora (Rav Seren). Jego pierwszą misją było dowodzenie statkiem, który miał przewieźć czołgi z portu Szybenik w Jugosławii. Czołgi były zakupione w Czechosłowacji, i w wyniku rozłamu pomiędzy Josipem Tito a Blokiem Wschodnim, nie dotarły do Jugosławii. W rezultacie Ben-Nun utknął w Szybeniku. Po pięciu tygodniach bezczynności popłynął do Neapolu we Włoszech, gdzie nastąpiła awaria jego statku. Hagana powierzyła mu wówczas dowodzenie jachtem Albatros, którym przewiózł do Izraela 400 karabinów maszynowych Beretta. Po wielu trudnościach dopłynął do Hajfy w sierpniu 1948.
W owym czasie Gerszon Zak rozpoczął tworzenie grupy sabotażowej sił specjalnych marynarki i wezwał do niej Ben-Nuna. Został jej dowódcą. Jednostka otrzymała włoskie motorówki, które można było uzbroić w 250 kg materiałów wybuchowych i wbić się w duże statki wywołując eksplozję. Załoga motorówki wyskakiwała do morza w odległości około 100 metrów od celu. Do tego typu działań przygotowano cztery motorówki, które przewożono na rufie statku INS Ma'oz. Dodatkowo w zespole znajdowała się motorówka ratownicza, która miała pobrać z morza sabotażystów. Pierwszą operacją było zatopienie egipskiego okrętu Emir Farouk wieczorem 22 października 1948. Za ten czyn Ben-Nun został odznaczony medalem Bohatera Izraela i medalem za Dzielność.
W styczniu 1950 został dowódca jednostki sił specjalnych Shayetet 13, stacjonującej w Atlit. W 1950 wysłano go na studia do Stanów Zjednoczonych. W 1954 ukończył inżynierię i architekturę na Massachusetts Institute of Technology. W styczniu 1956 został wysłany do Wielkiej Brytanii, by przejąć dowodzenie niszczycielem INS „Jafo”. Na wiosnę przyprowadził okręt do Izraela. Podczas kryzysu sueskiego uczestniczył w przechwyceniu egipskiego niszczyciela „Ibrahim el Awal” (później INS „Haifa”). W październiku 1957 Ben-Nun po raz drugi objął dowództwo nad jednostką Shayetet 13.
W dniu 1 marca 1960 otrzymał awans na pułkownika (alluf miszne) i nominację na szóstego dowódcę Izraelskiego Korpusu Morskiego. Swoje stanowisko wykorzystał do rozbudowy marynarki i zwiększenia jej siły uderzeniowej. W dniu 2 stycznia 1966 zakończył swoją służbę i odszedł na emeryturę, jednak gdy w 1967 wybuchła wojna sześciodniowa zgłosił się natychmiast na ochotnika. Podobnie postąpił podczas wojny Jom Kipur w 1973.

### Kariera cywilna
Po odejściu z marynarki, Ben-Nun został dyrektorem Israel's Oceanographic and Limnological Research Ltd. (1968–1982). Zmarł w Nowym Jorku i został pochowany w kibucu Ma’agan Micha’el. W Izraelu działa fundacja Yohay Ben-Nun Memorial Fund.

## Odznaczenia
- medal Bohater Izraela
- medal za Dzielność